# Darcey Bussell
Darcey Andrea Bussell, ursprungligen Marnie Mercedes Darcey Pemberton Crittle, född 27 april 1969 i London, England, är en pensionerad engelsk  ballerina.

## Biografi
Bussell är dotter till den australiske affärsmannen John Crittle och hans engelska hustru Andrea Williams. Efter att föräldrarna skilt sig när hon var tre år gammal, gifte hennes mor om sig och Bussell adopterades av moderns nye make, den australiske tandläkaren Philip Bussell. Familjen bodde en tid i Australien, där Bussell gick i skolan innan de återvände till London där hon började utbilda sig vid Fox Primary School. Bussell började sin professionella utbildning på Charlotte School, en dans- och musicalskola i London. Vid 13 års ålder fortsatte hon sina studier vid Royal Ballet Lower School, en ledande internationell balettskola på White Lodge, Richmond Park. Fyllda 16 år flyttade hon till Royal Ballet Upper School i Barons Court, innan hon började på Sadlers Wells Royal Ballet 1987.
År 1988 antog koreografen Kenneth MacMillan henne för en ledande roll i hans balett The Prince of Pagodas till Benjamin Brittens musik, vilket ledde till hennes inträde i The Royal Ballet. Vid premiären ett år senare i december 1989 utnämndes hon till solistdansare bara 20 år gammal. Totalt spelade Bussell mer än 80 olika roller och 17 roller skapades för henne. Enbart i Törnrosa framförde hon Aurora i fyra olika produktioner, varav en under Sir Anthony Dowell.
Bussell är allmänt hyllad som en av de stora brittiska ballerinorna.  Under sina tjugo år som dansare blev hon känd för sin unika kombination av kroppslängd och atletisk fysik som hon med en mjuk lyrik rörde i dansen. Hon stannade vid The Royal Ballet under hela sin karriär, men uppträdde också som gästartist på många ledande balettscener, såsom New York City Ballet, La Scalas balett i Milano, Kirovbaletten, Hamburgbaletten och Australian Ballet. År 2007 avslutade hon sin karriär som aktiv dansare, men är fortfarande mycket engagerad inom dansvärlden. Hon har varit en av de fyra domarna i BBC:s dokusåpa Strictly Come Dancing.
Bussell driver också parallella karriärer med TV, böcker och kläddesign samt stöder många brittiska och internationella välgörenhetsorganisationer och dansinstitutioner.

## Priser och utmärkelser
- Brittiska Imperieorden 1995 och 2006.
- Guldmedalj av John F. Kennedy Center for Performing Arts.
- Carl Alan Award för sina bidrag till dansen.
- Framröstad i december 1990 som Dancer of the Year av tidningen  Dance and Dancers Magazines läsare.
- I februari 1991 tilldelad Variety Club of Great Britain's Sir James Garreras Award för mest lovande nykomling 1990 och en vecka senare London Evening Standard Ballet Award för 1990.
- I april 1991 tilldelad Cosmopolitan Achievement Award i kategorin Performing Arts.
- I juli 2009 tilldelad ett hedersdoktorat vid University of Oxford.[9]